# Motilal Vora

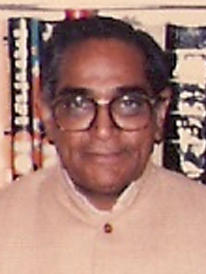
Motilal Vora (1988)

Motilal Vora (Hindi: मोतीलाल वोरा, Malayalam: മോത്തിലാൽ വോറ; * 20. Dezember 1928 in Nimbi Jodha, Marwar, Britisch-Indien, heute: Distrikt Nagaur, Rajasthan; † 21. Dezember 2020 in Neu-Delhi) war ein indischer Politiker des Indischen Nationalkongresses (INC), der zwischen 1985 und 1988 sowie erneut 1989 Chief Minister von Madhya Pradesh war und im Kabinett Rajiv Gandhi von 1988 bis 1989 Unionsminister war. Des Weiteren war er von 1988 bis 1989 erstmals Mitglied der Rajya Sabha, des Oberhauses des Parlaments (Bhāratīya Sansad), sowie zwischen 1993 und 1996 Gouverneur von Uttar Pradesh. Er gehörte ferner von 1998 bis 1999 als Mitglied der Lok Sabha an, des Unterhauses des Parlaments, und war zuletzt zwischen 2002 und seinem Tode 2020 wieder Mitglied der Rajya Sabha.

## Leben

### Chief Minister von Madhya Pradesh und Unionsminister
Motilal Vora, Sohn von Mohan Lal Vora, besuchte die High School in Raipur und war unter anderem als Journalist tätig. 1972 wurde er für den Indischen Nationalkongress (INC) erstmals zum Mitglied der Legislativversammlung (Vidhan Sabha) gewählt, dem Einkammerparlament des Bundesstaates Madhya Pradesh, und gehörte dieser für sechs Legislaturperioden bis 1990 an. Während seiner Parlamentszugehörigkeit war er zeitweise Vorsitzender des Ausschusses für öffentliche Finanzen sowie im Kabinett von Chief Minister Arjun Singh 1981 zunächst Staatsminister und daraufhin zwischen 1982 und 1984 Minister. Danach war er von 1984 bis 1985 Vorsitzender der Kongresspartei in Madhya Pradesh. Als Nachfolger von Arjun Singh wurde er am 14. März 1985 erstmals Chief Minister von Madhya Pradesh und bekleidete dieses Amt bis zum 13. Februar 1988, woraufhin Arjun Singh auch sein Nachfolger wurde.
Am 14. Februar 1988 übernahm Vora von P. V. Narasimha Rao im Kabinett Rajiv Gandhi den Posten als Minister für Gesundheit und Familienplanung und hatte diesen bis zum 25. Januar 1989 inne, woraufhin Ram Niwas Mirdha ihn ablöste. Zusätzlich bekleidete er vom 14. Februar bis zum 25. Juni 1988 das Amt als Minister für Zivilluftfahrt. Am 3. April 1988 wurde er zudem erstmals Mitglied der Rajya Sabha, des Oberhauses des Parlaments (Bhāratīya Sansad), der er als Vertreter von Madhya Pradesh bis zum 8. März 1989 angehörte.

### Zweite Amtszeit als Chief Minister, Gouverneur von Uttar Pradesh, Mitglied von Lok Sabha und Rajya Sabha
Als Nachfolger von Arjun Singh wurde Motilal Vora am 25. Januar 1989 zum zweiten Mal Chief Minister von Madhya Pradesh. Er behielt dieses Amt nunmehr bis zum 8. Dezember 1989 und wurde daraufhin von Shyama Charan Shukla abgelöst. Zugleich war er zwischen 1989 und 1992 auch wieder Mitglied der Legislativversammlung dieses Bundesstaates.
Am 26. Mai 1993 übernahm er von B. Satyanarayan Reddy das Amt als Gouverneur von Uttar Pradesh und bekleidete dieses bis zum 3. Mai 1996, woraufhin Mohammad Shafi Qureshi ihn ablöste. Bei der Parlamentswahl am 16., 22., 23. und 28. Februar, sowie am 7. März 1998 wurde er für den Indischen Nationalkongress im Wahlkreis Madhya Pradesh–Rajnandgaon zum Mitglied der Lok Sabha gewählt, des Unterhauses des Parlaments, und gehörte dieser in der zwölften Legislaturperiode bis zum Parlamentswahl im September/Oktober 1999 an. Während seiner Parlamentszugehörigkeit war Mitglied des Innenausschusses. Zuletzt wurde er am 10. April 2002 erneut Mitglied der Rajya Saba und gehörte dieser als Vertreter des Bundesstaates Chhattisgarh bis zu seinem Tode infolge einer COVID-19-Erkrankung am 21. Dezember 2020 an.
Aus seiner Ehe mit Shanti Devi Vora gingen zwei Söhne und vier Töchter hervor.